# Altaír Jarabo
Altair Jarabo García (Mexico City, 7. kolovoza 1986.), meksička glumica i model.

## Životopis
Altair je rođena u Mexicu. Karijeru je započela ulogom Gaby u telenoveli Súbete a mi moto 2002. godine. Zatim je, 2003.godine uslijedila uloga Ximene Itriago u telenoveli Un nuevo amor. Nedugo zatim utjelovila je Iselu González u Inocente de ti. Ipak prvu ozbiljniju ulogu dobila je 2006. godine u telenoveli Código Postal, gdje je tumačila Afroditu Carvajal. Zatim je 2008. godine uslijedila uloga Romine Móndragon u U ime ljubavi. Njeno ime na arapskom jeziku znači "orao". Najdraži glumac joj je Ralph Fiennes. San joj je postati veoma poznata glumica. Najdraži grad joj je Pariz, a plaže one u Miamiju.

## Filmografija
- (2012.) - Abismo de pasión - Florencia Landucci
- (2010.) - Llena de amor - Ilitia Porta-López Rivero
- (2009.) - Moj grijeh - Lorena Mendizábal
- (2008. – 2009.) - U ime ljubavi - Romina Mondragón Ríos
- (2008.) - Ružna Betty - Carmen
- (2007.) - Al diablo con los guapos - Valeria Belmonte Arango
- (2007.) - Pecados Ajenos - Melissa Aguilar
- (2007.) -  Lola: Érase una vez - Catherine
- (2006. – 2007.) - Código Postal - Afrodita Carvajal
- (2005.) - Ljubav nema cijene - Vanessa Monte y Valle
- (2004.) - Inocente de ti - Isela González
- (2004.) - Las Vias del Amor - Vanessa Vazquez
- (2003.) - Angel Rebelde - Isela Covarrubias Andueza
- (2003.) - Un nuevo amor - Ximena Itriago
- (2002.) - Súbete a mi moto - Gaby

## Vanjske poveznice
- Altair Jarabo u internetskoj bazi filmova IMDb-u (engl.)